# Torcuato de Alvear
|  | Dieser Artikel wurde auf den Seiten der Qualitätssicherung des Projektes Politiker eingetragen. Hilf mit, ihn zu verbessern, und beteilige dich an der Diskussion! |

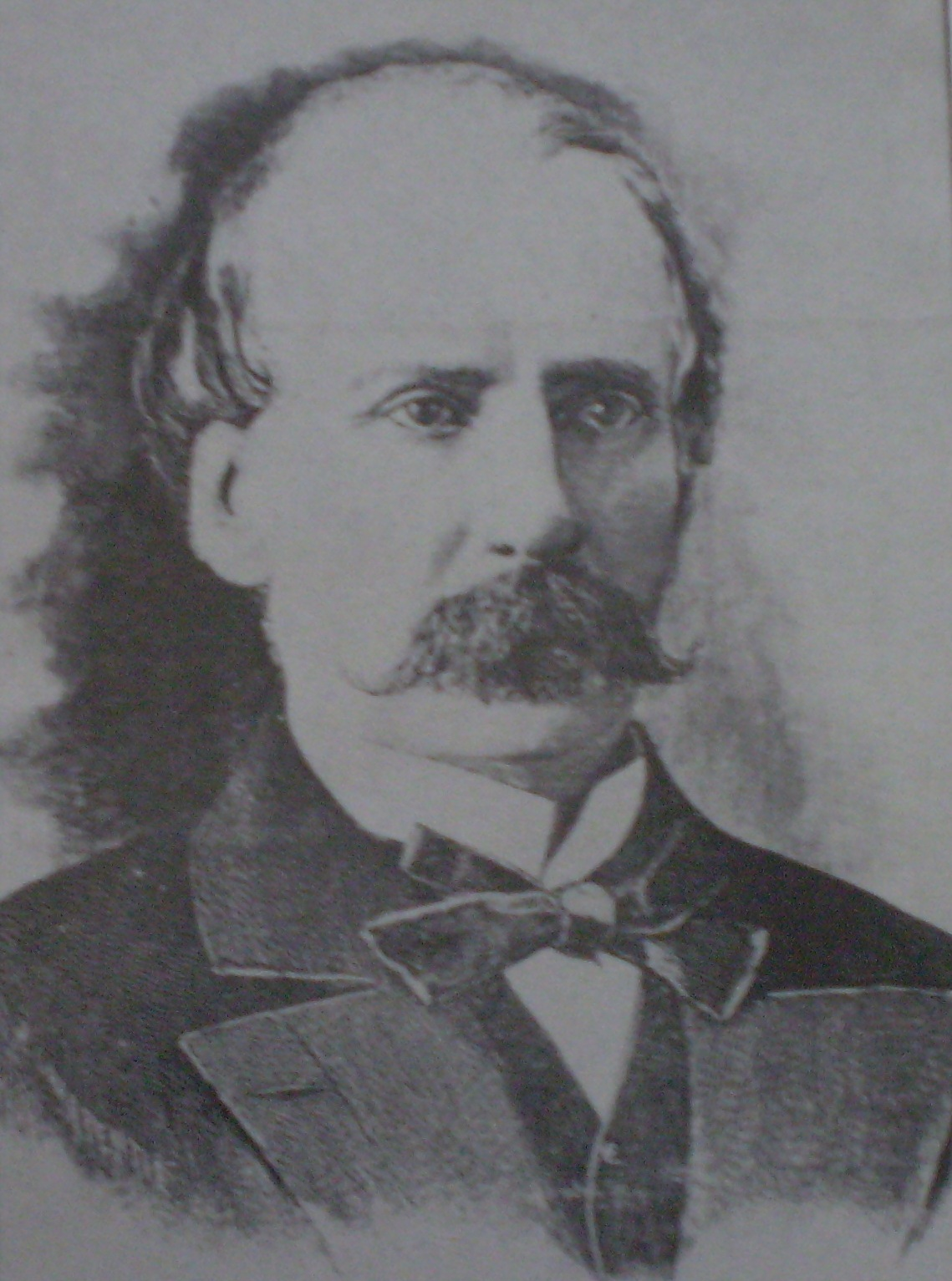
Torcuato de Alvear

Torcuato de Alvear y Saenz de la Quintanilla (* 21. April 1822 in Montevideo, Uruguay; † 8. Dezember 1890 in Buenos Aires, Argentinien) war ein argentinischer Politiker und Bürgermeister von Buenos Aires.

## Leben
Torcuato de Alvear, der der Partido Autonomista Nacional angehörte, war der Sohn des Soldaten und Staatsmannes Carlos María de Alvear und Vater von Marcelo Torcuato de Alvear, der von 1922 bis 1928 Präsident Argentiniens war.
1880 wurde Buenos Aires zur argentinischen Hauptstadt erklärt. Vom 4. Dezember 1880 bis zum 10. Mai 1883 war de Alvear Presidente de la Comisión Municipal de Buenos Aires, von da an bis zum 10. Mai 1887 war er der erste Bürgermeister der Stadt. Seine Tätigkeitsschwerpunkte waren die Verbesserung bzw. Ausbau des Straßennetzes, die Wasser- und Stromversorgung sowie der öffentliche Personennahverkehr, Straßenbeleuchtung und andere öffentliche Dienstleistungen. Das Vorbild für die stadtplanerischen Aktivitäten de Alvears war das Paris von Baron Haussmann. Er ließ u. a. den Paseo de Julio, heute die Avenida Leandro N. Alem und die Avenida Callao anlegen und initiierte auch den Bau der Avenida de Mayo, deren Fertigstellung 1894 er nicht mehr erlebte. Andere Projekte waren die Bepflanzung bzw. der Umbau von Plätzen der Hauptstadt, darunter die Plaza de la Constitución und der Parque España. 
De Alvear fand seine letzte Ruhestätte auf dem Friedhof La Recoleta. Ihm zu Ehren wurde die Plaza Intendente Alvear im Stadtteil Recoleta benannt.
| Vorgänger | Amt                                      | Nachfolger        |
| --------- | ---------------------------------------- | ----------------- |
| keiner    | Bürgermeister von Buenos Aires 1883–1887 | Antonio F. Crespo |

| Personendaten    | Personendaten                                                        |
| ---------------- | -------------------------------------------------------------------- |
| NAME             | Alvear, Torcuato de                                                  |
| ALTERNATIVNAMEN  | Alvear y Saenz de la Quintanilla, Torcuato de (vollständiger Name)   |
| KURZBESCHREIBUNG | argentinischer Politiker, Bürgermeister von Buenos Aires (1880–1887) |
| GEBURTSDATUM     | 21. April 1822                                                       |
| GEBURTSORT       | Montevideo, Uruguay                                                  |
| STERBEDATUM      | 8. Dezember 1890                                                     |
| STERBEORT        | Buenos Aires, Argentinien                                            |